# N’Dayi Kalenga (ur. 1967)
N’Dayi Kalenga (ur. 12 grudnia 1967 w Kaminie) – piłkarz z Demokratycznej Republiki Konga występujący na pozycji pomocnika.

## Kariera klubowa
W swojej karierze Kalenga grał w tureckich zespołach Ankaragücü oraz Altay.

## Kariera reprezentacyjna
W 1996 roku Kalenga został powołany do reprezentacji Zairu na Puchar Narodów Afryki. Wystąpił na nim w spotkaniach z Liberią (2:0) i Ghaną (0:1), a Zair odpadł z turnieju w ćwierćfinale.